# Cleveland Cavaliers 2020-2021
La stagione 2020-2021 dei Cleveland Cavaliers è la 51ª stagione della franchigia nella NBA.

## Draft
| Giro | Scelta | Giocatore   | Ruolo | Nazionalità            | Università/Squadra |
| ---- | ------ | ----------- | ----- | ---------------------- | ------------------ |
| 1    | 5      | Isaac Okoro | AP    | Stati Uniti (bandiera) | Auburn Tigers      |

## Roster
| \| Pos. \| Num. \| Naz. \| Nome \| Altezza \| Peso \| Data nascita \| Provenienza \| \| ---- \| ---- \| ---- \| -------------------- \| ------- \| ------ \| ------------ \| ----------------------- \| \| AG/C \| 0 \| \| Love, Kevin \| 203 cm \| 113 kg \| 07-09-1988 \| UCLA \| \| P \| 2 \| \| Sexton, Collin \| 185 cm \| 86 kg \| 04-01-1999 \| Alabama \| \| C \| 3 \| \| Drummond, Andre \| 208 cm \| 126 kg \| 10-08-1993 \| Connecticut \| \| AP \| 16 \| \| Osman, Cedi \| 203 cm \| 88 kg \| 08-04-1995 \| Turchia \| \| G \| 10 \| \| Garland, Darius \| 188 cm \| 79 kg \| 26-01-2000 \| Vanderbilt \| \| C \| 6 \| \| McGee, JaVale \| 213 cm \| 122 kg \| 19-01-1988 \| Nevada \| \| C \| 24 \| \| Bolden, Marques (TW) \| 211 cm \| 113 kg \| 17-04-1998 \| Duke \| \| AG \| 22 \| \| Nance, Larry \| 206 cm \| 104 kg \| 01-01-1993 \| Wyoming \| \| P \| 18 \| \| Dellavedova, Matthew \| 193 cm \| 90 kg \| 08-09-1990 \| Saint Mary \| \| AP \| 8 \| \| Stevens, Lamar (TW) \| 203 cm \| 102 kg \| 09-07-1997 \| Penn State \| \| G \| 4 \| \| Porter, Kevin \| 198 cm \| 99 kg \| 04-05-2000 \| Southern California \| \| G \| 1 \| \| Exum, Danté \| 198 cm \| 86 kg \| 13-07-1995 \| Australia \| \| AG \| 32 \| \| Wade, Dean \| 208 cm \| 103 kg \| 20-11-1996 \| Kansas State \| \| C \| 14 \| \| Maker, Thon \| 216 cm \| 101 kg \| 25-02-1997 \| Orangeville Prep School \| \| G \| 9 \| \| Windler, Dylan \| 203 cm \| 91 kg \| 22-09-1996 \| Belmont \| \| G \| 21 \| \| Dotson, Damyean \| 196 cm \| 95 kg \| 06-05-1994 \| Houston \| \| G \| 35 \| \| Okoro, Isaac \| 198 cm \| 102 kg \| 26-01-2001 \| Auburn \| | Allenatore - J.B. Bickerstaff Assistente/i - Dan Geriot - Lindsay Gottlieb - Antonio Lang Legenda - (C) Capitano - (FA) Free agent - (S) Sospeso - (TW) Contratto Two-way - (GL) Assegnato a squadra G League affiliata - (SD) Scelta Draft - Infortunato Roster • Transazioni · Ultima transazione: 30 dicembre 2020 |                                                 |                      |         |        |              |                         |
| Pos. | Num. | Naz.                                            | Nome                 | Altezza | Peso   | Data nascita | Provenienza             |
| AG/C | 0 | Stati Uniti (bandiera)                          | Love, Kevin          | 203 cm  | 113 kg | 07-09-1988   | UCLA                    |
| P | 2 | Stati Uniti (bandiera)                          | Sexton, Collin       | 185 cm  | 86 kg  | 04-01-1999   | Alabama                 |
| C | 3 | Stati Uniti (bandiera)                          | Drummond, Andre      | 208 cm  | 126 kg | 10-08-1993   | Connecticut             |
| AP | 16 | Turchia (bandiera)                              | Osman, Cedi          | 203 cm  | 88 kg  | 08-04-1995   | Turchia                 |
| G | 10 | Stati Uniti (bandiera)                          | Garland, Darius      | 188 cm  | 79 kg  | 26-01-2000   | Vanderbilt              |
| C | 6 | Stati Uniti (bandiera)                          | McGee, JaVale        | 213 cm  | 122 kg | 19-01-1988   | Nevada                  |
| C | 24 | Stati Uniti (bandiera)                          | Bolden, Marques (TW) | 211 cm  | 113 kg | 17-04-1998   | Duke                    |
| AG | 22 | Stati Uniti (bandiera)                          | Nance, Larry         | 206 cm  | 104 kg | 01-01-1993   | Wyoming                 |
| P | 18 | Australia (bandiera)                            | Dellavedova, Matthew | 193 cm  | 90 kg  | 08-09-1990   | Saint Mary              |
| AP | 8 | Stati Uniti (bandiera)                          | Stevens, Lamar (TW)  | 203 cm  | 102 kg | 09-07-1997   | Penn State              |
| G | 4 | Stati Uniti (bandiera)                          | Porter, Kevin        | 198 cm  | 99 kg  | 04-05-2000   | Southern California     |
| G | 1 | Australia (bandiera)                            | Exum, Danté          | 198 cm  | 86 kg  | 13-07-1995   | Australia               |
| AG | 32 | Stati Uniti (bandiera)                          | Wade, Dean           | 208 cm  | 103 kg | 20-11-1996   | Kansas State            |
| C | 14 | Sudan del Sud (bandiera) · Australia (bandiera) | Maker, Thon          | 216 cm  | 101 kg | 25-02-1997   | Orangeville Prep School |
| G | 9 | Stati Uniti (bandiera)                          | Windler, Dylan       | 203 cm  | 91 kg  | 22-09-1996   | Belmont                 |
| G | 21 | Stati Uniti (bandiera)                          | Dotson, Damyean      | 196 cm  | 95 kg  | 06-05-1994   | Houston                 |
| G | 35 | Stati Uniti (bandiera)                          | Okoro, Isaac         | 198 cm  | 102 kg | 26-01-2001   | Auburn                  |

## Classifiche

### Division

#### Central Division
| Central Division        | V  | S  | V%   | PR   | Casa  | Trasf | Div  | PG |
| ----------------------- | -- | -- | ---- | ---- | ----- | ----- | ---- | -- |
| y – Milwaukee Bucks     | 46 | 26 | .639 | 3,0  | 26–10 | 20–16 | 11–1 | 72 |
| ep – Indiana Pacers     | 34 | 38 | .472 | 15,0 | 13–23 | 21–15 | 7–5  | 72 |
| e – Chicago Bulls       | 31 | 41 | .431 | 18,0 | 15–21 | 16–20 | 7–5  | 72 |
| e – Cleveland Cavaliers | 22 | 50 | .306 | 27,0 | 13–23 | 9–27  | 4–8  | 72 |
| e – Detroit Pistons     | 20 | 52 | .278 | 29,0 | 13–23 | 7–29  | 1–11 | 72 |

### Conference

#### Eastern Conference
| Eastern Conference | Eastern Conference       | Eastern Conference | Eastern Conference | Eastern Conference | Eastern Conference | Eastern Conference |
| #                  | Squadra                  | V                  | S                  | V%                 | PR                 | PG                 |
| ------------------ | ------------------------ | ------------------ | ------------------ | ------------------ | ------------------ | ------------------ |
| 1                  | z – Philadelphia 76ers * | 49                 | 23                 | .681               | –                  | 72                 |
| 2                  | x – Brooklyn Nets        | 48                 | 24                 | .667               | 1,0                | 72                 |
| 3                  | y – Milwaukee Bucks *    | 46                 | 26                 | .639               | 3,0                | 72                 |
| 4                  | x – N.Y. Knicks          | 41                 | 31                 | .569               | 8,0                | 72                 |
| 5                  | y – Atlanta Hawks *      | 41                 | 31                 | .569               | 8,0                | 72                 |
| 6                  | x – Miami Heat           | 40                 | 32                 | .556               | 9,0                | 72                 |
|                    |                          |                    |                    |                    |                    |                    |
| 7                  | xp – Boston Celtics      | 36                 | 36                 | .500               | 13,0               | 72                 |
| 8                  | xp – Wash. Wizards       | 34                 | 38                 | .472               | 15,0               | 72                 |
| 9                  | ep – Indiana Pacers      | 34                 | 38                 | .472               | 15,0               | 72                 |
| 10                 | ep – Charlotte Hornets   | 33                 | 39                 | .458               | 16,0               | 72                 |
|                    |                          |                    |                    |                    |                    |                    |
| 11                 | e – Chicago Bulls        | 31                 | 41                 | .431               | 18,0               | 72                 |
| 12                 | e – Toronto Raptors      | 27                 | 45                 | .375               | 22,0               | 72                 |
| 13                 | e – Cleveland Cavaliers  | 22                 | 50                 | .306               | 27,0               | 72                 |
| 14                 | e – Orlando Magic        | 21                 | 51                 | .292               | 28,0               | 72                 |
| 15                 | e – Detroit Pistons      | 20                 | 52                 | .278               | 29,0               | 72                 |